# Баричелла
Баричелла (итал. Baricella) —  коммуна в Италии, располагается в регионе Эмилия-Романья, подчиняется административному центру Болонья.
Население составляет 6039 человек (на 2005 г.), плотность населения составляет 125 чел./км². Занимает площадь 45,62 км². Почтовый индекс — 40052. Телефонный код — 051.
В коммуне ежегодно 8 сентября особо празднуется Рождество Пресвятой Богородицы.